# Tungstè natiu
El tungstè natiu, o wolframi natiu, és un mineral de la classe dels elements natius.

## Característiques
El tungstè natiu és l'ocurrència natural del tungstè, amb fórmula química W. Va ser aprovat com a espècie vàlida per l'Associació Mineralògica Internacional l'any 2011. Cristal·litza en el sistema isomètric. És isostructural amb el ferro.
Segons la classificació de Nickel-Strunz, el tungstè pertany a «01.AE: Metalls i aliatges de metalls, família ferro-crom» juntament amb els següents minerals: vanadi, molibdè, crom, ferro, kamacita, taenita, tetrataenita, antitaenita, cromferur, fercromur, wairauïta, awaruïta, jedwabita i manganès.

## Formació i jaciments
Va ser descoberta al riu Bol'shaya Pol'ya, a la zona subàrtica dels Urals (Rússia). També se n'ha trobat en altres indrets de Rússia, a la Xina, a Austràlia i a la Lluna.